# Mimasura innotata
Mimasura innotata là một loài bướm đêm trong họ Noctuidae.